# Большое Тябердино
Большое Тябе́рдино (тат. Зур Тәрбит, Олы Тәрбит, Базар Тәрбите) — село в Кайбицком районе Татарстана, входит в Чутеевское сельское поселение. Расположено на реке Кубня, в 38 км юго-западней Больших Кайбиц.

## История
Основано в XVII веке. До 1920 село входило в Кошелеевскую волость Цивильского уезда Казанской губернии. В 1920-21 находилось в составе Чувашской автономной области. С 1921 в Свияжском кантоне ТАССР. С 14 февраля 1927 в Ульянковском, с 1 августа 1927 в Кайбицком, с 19 февраля 1944 в Подберезинском, с 14 мая 1956 в Кайбицком, с 1 февраля 1963 в Буинском, с 4 марта 1964 в Апастовском, с 19 апреля 1991 в Кайбицком районах. В середине июля 2005 года в селе начала функционировать электронная АТС М-200 на 80 телефонных номеров.
Архивные данные:
Казанская губерния, Цивильский уезд, Кошелеевская волость, Бол. Тябердина (Кутне-Тярбирть), деревня бывшая государственная, при речке Б. Кубне в 1886 году: дворов 110, жителей 597, 10 лавок, 2 постоялых двора, базар по вторникам.
Казанская губерния, Цивильский уезд, Кошелеевская волость с. Тябердино Большое (1910—1914) Число душ обоего пола к 1907 году — 1081 (чуваши и русские)

## Население
| Демография |      |      |      |      |      |      |      |      |      |      |      |
| 1859       | 1897 | 1908 | 1920 | 1926 | 1938 | 1949 | 1958 | 1970 | 1989 | 2002 | 2010 |
| 542        | 901  | 1062 | 1124 | 1237 | 1225 | 883  | 769  | 869  | 569  | 586  | 608  |

В селе проживают молькеевские кряшены

## Инфраструктура
- Начальная школа
- Больше-Тябердинский сельский дом культуры с библиотекой (построен в 1974 году, расположен в центре села)
- Медицинский пункт
- Детский садик